# Porta Santo Spirito
Porta Santo Spirito é um dos portões da Muralha Leonina em Roma, Itália. Ela se abre atrás do Antigo Hospital de Santo Spirito in Sassia, na via dei Penitenzieri, perto do cruzamento com a piazza della Rovere.

## História
É um dos mais antigos portões na muralha que circunda o Vaticano e é contemporâneo da muralha que o papa Leão IV construiu em 850.
Embora ele fosse a única ligação direta entre a Basílica de São Pedro e a região do Trastevere (passando ainda pela Porta Settimiana), além de ser o acesso à via Aurélia Nova, sua função inicial era a de uma passagem secundária, como atesta seu antigo nome, Posterula Saxonum ("Poterna dos Saxões").

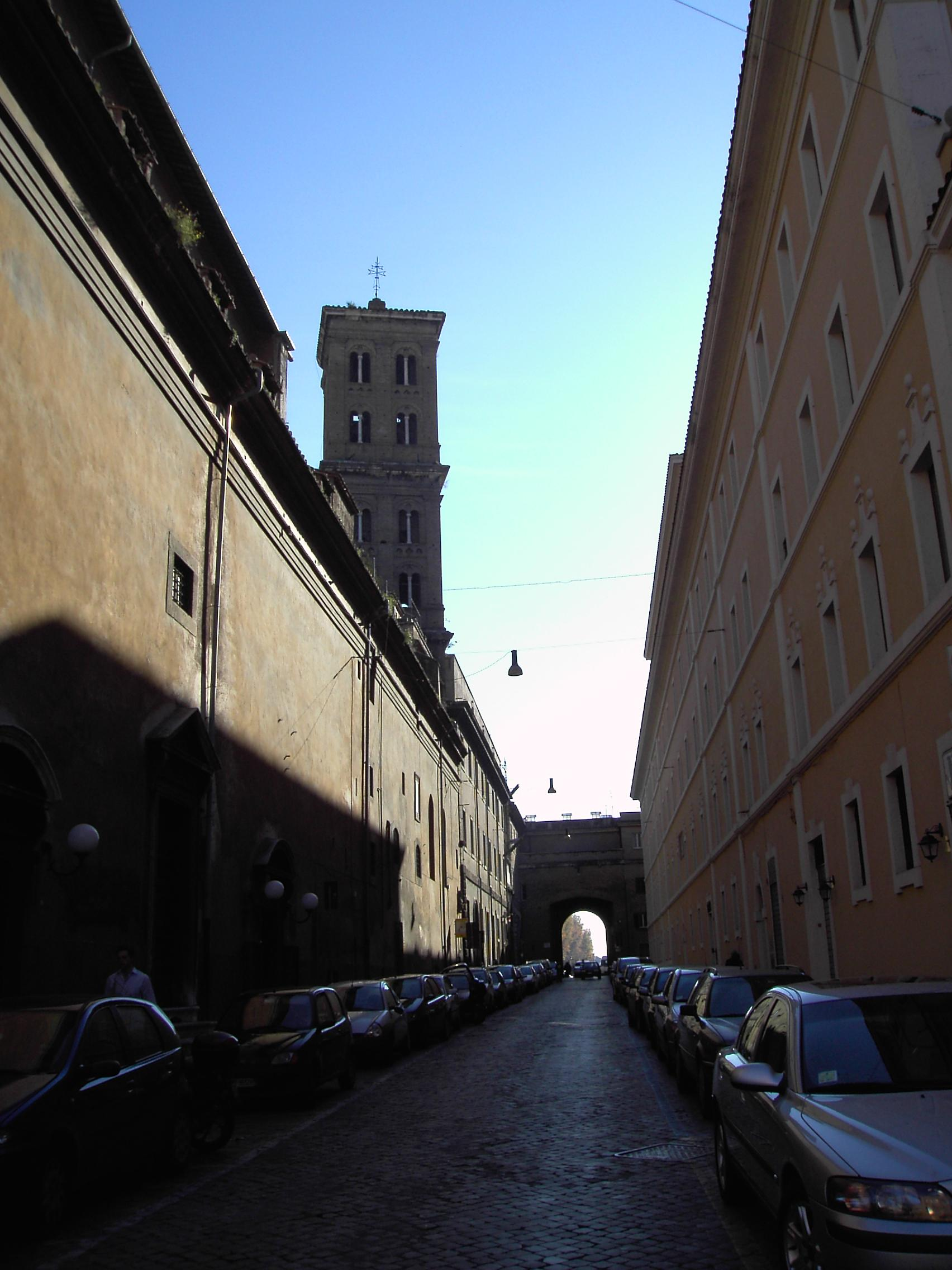
Vista interior atual, praticamente sem função.

Em 727, o rei Ine de Wessex, depois de ter abdicado, mudou-se para Roma e fundou a Schola Saxonum (cujo objetivo era prover instrução católica para os nobres e o clero inglês), uma igreja e um cemitério. A presença saxônica na área é atestada já no século XII, quando o rei João da Inglaterra designou o complexo da Schola à igreja de Santa Maria in Saxia (moderna igreja de Santo Spirito in Sassia) e ao ainda existente hospital, cujas fundações ele lançou em 794. Na ocasião, o papa Inocêncio III modificou o portão, dando-lhe a aparência atual.
A estrutura sofreu com diversas restaurações e ampliações ao longo de sua história. Uma das principais foi provavelmente realizada no início do século XV, provavelmente por ordem do papa Gregório XII, pois o portão passou a se chamar "Porta Nuova" (em italiano:  "Portão Novo") segundo um documento de 1409. No início do século seguinte, o papa Alexandre VI modificou-o substancialmente (junto com vários outros) e também a muralha nas imediações; finalmente, cerca de quarenta anos depois, o papa Paulo III também realizou algumas intervenções, utilizando para isso os serviços de engenheiros como Michelangelo e Antonio da Sangallo, o Jovem. Um novo temor de raides de piratas sarracenos além de novas técnicas poliorcéticas que sugeriam o uso massivo de artilharia convenceram Paulo III a modernizar as muralhas, conferindo-lhe importâncias características defensivas.
Com relação ao conhecido conflito entre os dois artistas, diz-se que as obras do portão foram baseadas num belo projeto de Sangallo, descrito assim por Giorgio Vasari em sua "As Vidas dos mais Excelentes Pintores, Escultores e Arquitetos":
| “ | [...] foi muito bem feita, com base num desenho de Antonio da Sangallo, com uma decoração rusticada de travertinos de uma maneira muito sólida e rara, com tal magnificência que se compara às obras antigas. | ” |
|   | — Giorgio Vasari. |   |

Michelangelo terminou a obra depois da morte do colega, mas de uma maneira rude e apressada. Como ele não podia demolir o que já estava feito, ele realizou algumas intervenções prejudiciais para manchar a obra do rival e também para se vingar pelas implacáveis críticas que recebeu pelo seu projeto para a Porta Pia.
Atualmente o portão revela de fato uma aparência não terminada (especialmente no alto) com nichos vazios e está quase escondido pelo imponente bastião de Sangallo, construído nas imediações. Além disso, um século depois o portão já havia perdido sua função (assim como a Porta Settimiana) e acabou sem motivos para ser completado e incluído no círculo maior da Muralha do Janículo.